# Inertol
Inertol ist die geschützte Bezeichnung für einen Beschichtungsstoff auf Bitumenbasis.
Als  Schutzanstrich auf Beton und Stahl, zum Beispiel auf Fundamenten, Kleineisenteilen, Dachrinnen und Mastfüßen, aufgebracht, schützt er vor Sickerwasser, Feuchtigkeit und Einflüssen des Erdreichs und dient außerdem als Korrosionsschutz.
Inertol wurde um die Wende vom 19. zum 20. Jahrhundert von dem Chemiker Dr. Roth entwickelt, als die Stadt Frankfurt eine Lösung zur Rettung undicht gewordener Trinkwasserbehälter im Stadtwald suchte. Der als im Unterwasserbau damals als unverwüstlich geltende Baustoff Beton hatte dem Trinkwasser nicht standgehalten.
Dr. Roth ließ sich die Rezeptur schützen und begann in einem eigenen Werk mit der industriellen Herstellung. Wenig später übernahm die Firma des Stuttgarter Unternehmers Paul Lechler, die bereits Erfahrungen mit dem Holzschutzmittel Carbolineum hatte, den Vertrieb.
Für Trinkwasserbehälter darf das Mittel nicht mehr verwendet werden, da bereits in den 1920er Jahren Vergiftungserscheinungen beobachtet wurden.

## Quelle
- Festschrift zum 75jährigen Bestehen der Firma Paul Lechler Stuttgart 1879–1954

## Weblink
- Veröffentlichung über Vergiftungserscheinungen von 1931